# شاه اجاق
شاه اجاق، روستایی از توابع بخش گرمخان شهرستان بجنورد در استان خراسان شمالی ایران است.

## جمعیت
این روستا در دهستان گرمخان قرار دارد و براساس سرشماری مرکز آمار ایران در سال ۱۳۸۵، جمعیت آن ۵۴۳ نفر (۱۰۶خانوار) بوده‌است.

## زبان
مردم این روستا کرد هستند و به زبان کردی حرف می زنند.